# Tiefenbach (bei Landshut)
Tiefenbach ist eine Gemeinde im niederbayerischen Landkreis Landshut.

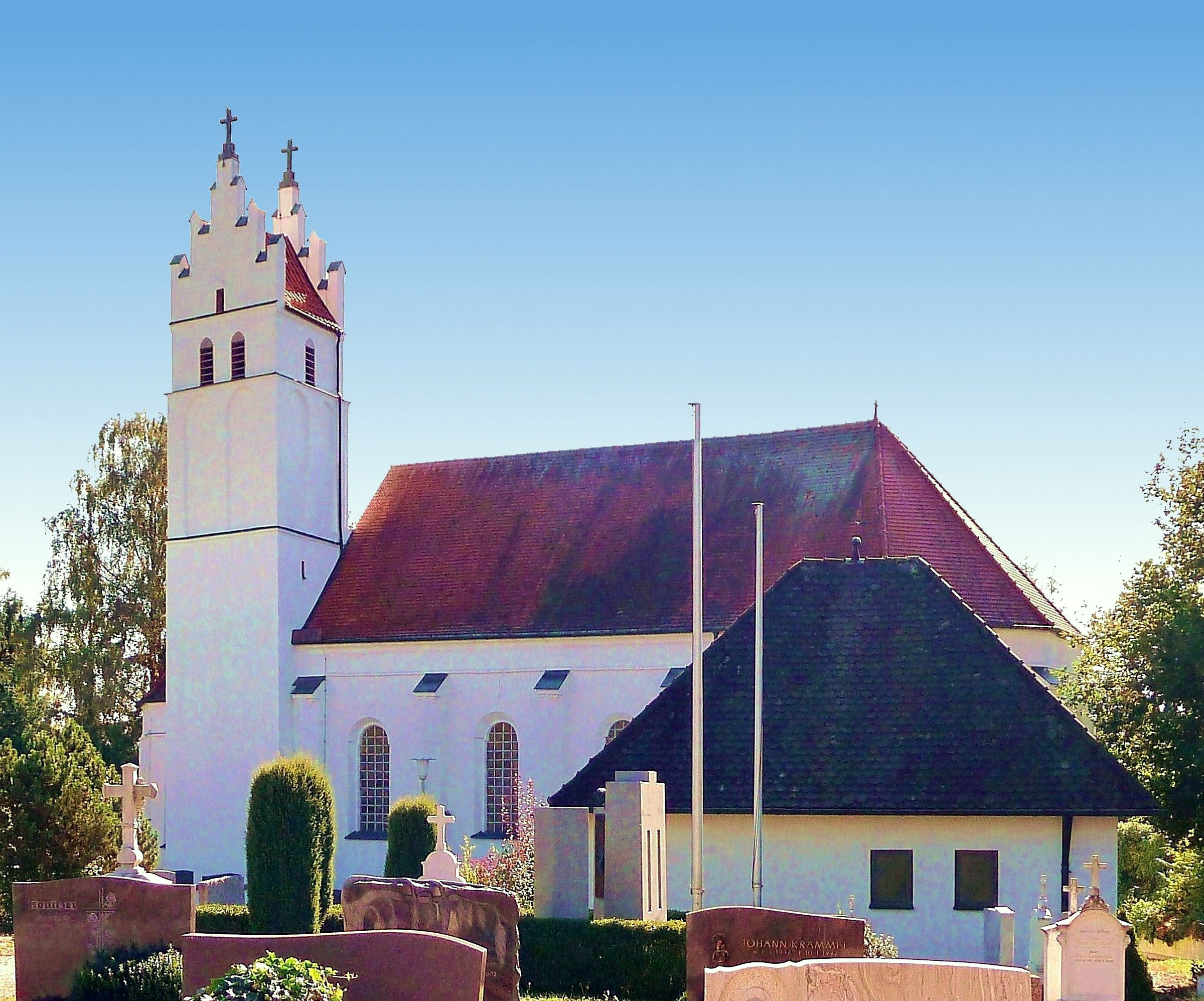
Die Filialkirche St. Ulrich in Tiefenbach

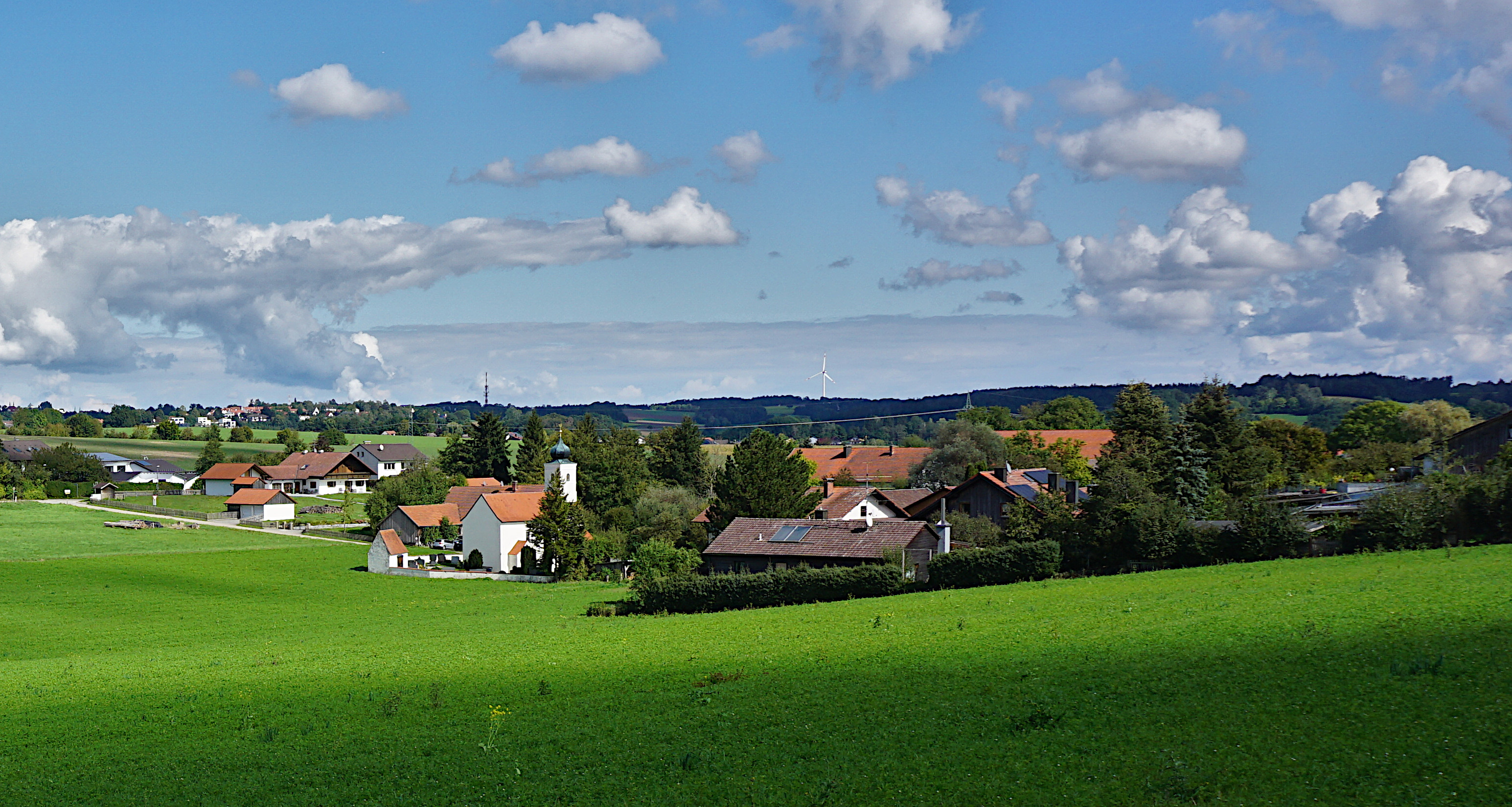
Untergolding mit der Kirche st. Dionysius

## Geografie

### Geografische Lage
Die Gemeinde Tiefenbach grenzt unmittelbar an das Stadtgebiet von Landshut an. Eine bauliche Verflechtung ist aufgrund der Topographie jedoch nicht gegeben. Das Gemeindegebiet wird im Norden von der Isar und der Bundesstraße 11 begrenzt. Im Osten verläuft die B 15 Landshut – Rosenheim nahezu parallel entlang der Gemeindegrenze. Der Hauptort Tiefenbach liegt 5 km südwestlich des Stadtzentrums Landshut (St. Martin). Innerhalb von 15 Minuten kann man vom gesamten Gemeindegebiet aus die Stadtmitte von Landshut erreichen.
Die Entfernung zur Landeshauptstadt München beträgt ca. 75 km, nach Regensburg ca. 65 km.

### Gemeindegliederung
Tiefenbach hat 26 Gemeindeteile (in Klammern ist der Siedlungstyp angegeben):
- Appersdorf (Weiler)
- Ast (Pfarrdorf)
- Badhaus Ast (Weiler)
- Binsham (Weiler)
- Ehrnsdorf (Einöde)
- Gleißenbach (Weiler)
- Gütersdorf (Dorf)
- Heidenkam (Kirchdorf)
- Mittergolding (Dorf)
- Oberbachham (Einöde)
- Oberfroschham (Einöde)
- Obergolding (Dorf)
- Schießeneck (Einöde)
- Schloßberg (Dorf)
- Schraham (Einöde)
- Seepoint (Einöde)
- Siegersdorf (Einöde)
- Stachersdorf (Dorf)
- Steffing (Einöde)
- Thalham (Einöde)
- Tiefenbach (Kirchdorf)
- Unterbachham (Weiler)
- Untergolding (Kirchdorf)
- Weiherhäuser (Einöde)
- Zottenberg (Einöde)
- Zweikirchen (Pfarrdorf)

### Nachbargemeinden
Die Nachbargemeinden sind:
- Eching (Landkreis Landshut) im Westen
- Kumhausen im Osten
- Vilsheim im Süden
- die kreisfreie Stadt Landshut im Norden

## Geschichte

### Bis zur Gemeindegründung
Auf die frühe Besiedelung des Gemeindegebietes verweisen bronzezeitliche Hügelgräber bei Badhaus Ast von 1400 bis 1200 v. Chr. In der Urnenfelderzeit (1300 bis 750 v. Chr.) wurden große Fluchtburgen angelegt wie die von Schlossberg, welche um 450 v. Chr. niedergebrannt wurde. Aus der folgenden Ära der Kelten finden sich Viereckschanzen in Appersdorf und Badhaus Ast. Die Keltenschanze („Römerschanze“) bei Bad Ast stammt aus der Zeit von etwa 100 v. Chr. Der Graben und der dahinterliegende Wall der etwa 100 Meter langen und 70 Meter breiten Viereckschanze ist auf allen vier Seiten gut erhalten.
Als Tiufenbach wird es urkundlich erstmals 1136 genannt, 1261 wird eine Zinspflichtige de Teufenbach erwähnt. Die Gemendorferische Matrikel von 1524 führt Tiffenbach als erste unter den Filialen Echings auf. Über Teuffenpach (1614) und Tieffnpach (1752) setzte sich ab 1811 die Schreibweise Tiefenbach durch.
Tiefenbach gehörte zum Rentamt Landshut und zum Landgericht Erding des Kurfürstentums Bayern. 1803 wurde es dem Landgericht Landshut zugeteilt. Im Zuge der Verwaltungsreformen in Bayern entstand mit dem Gemeindeedikt von 1818 die heutige Gemeinde.

### 20. und 21. Jahrhundert
Vorübergehend wurde die Gemeinde zu einer Verwaltungsgemeinschaft mit Kumhausen zusammengelegt. Im Nordosten des Gemeindegebietes erfolgten mehrmals Grenzkorrekturen mit der Nachbargemeinde Eching, um Flächen zum Bau der Kläranlage und zur Erweiterung des Sportplatzes zu erhalten.
Die Partnerschaft zwischen den Gemeinden Tiefenbach und Lusern im Trentino wurde im Jahre 2001 begründet.

### Eingemeindungen
Die politische Gemeinde Tiefenbach umfasste vor der Gebietsreform 1971 nur Tiefenbach und Golding. Die Gemeinde Ast schloss sich am 1. April 1971 freiwillig an. Am 1. Mai 1978 wurde auch das Gebiet um Zweikirchen, das vormals zur Gemeinde Münchsdorf gehörte, der Gemeinde Tiefenbach angegliedert.

### Einwohner
Gemäß Bayerischem Landesamt für Statistik  haben sich die Einwohnerzahlen jeweils zum 31. Dezember eines Jahres wie folgt entwickelt:
| Stand | Einwohner |
| ----- | --------- |
| 1960  | 1330      |
| 1970  | 1442      |
| 1980  | 2317      |
| 1990  | 2860      |

| Stand | Einwohner |
| ----- | --------- |
| 1995  | 3110      |
| 2000  | 3398      |
| 2005  | 3527      |
| 2010  | 3638      |

| Stand | Einwohner |
| ----- | --------- |
| 2015  | 3792      |
| 2018  | 3813      |

Seit 1972, dem Jahr der Gemeindereform, hat sich die Einwohnerzahl bis 2015 um 2116 Personen erhöht. Das entspricht einem Wachstum von 126,25 Prozent.
| Alter         | Einwohner nach Alter |
| ------------- | -------------------- |
| Jünger als 18 | 19,2 %               |
| 18 bis 29     | 11,2 %               |
| 30 bis 49     | 29,4 %               |
| 50 bis 64     | 23,2 %               |
| älter als 65  | 17,0 %               |

## Politik
Acht Monate nach Kriegsende fanden am 27. Januar 1946 die ersten Kommunalwahlen (Gemeinderatswahlen) in den kreisangehörigen Gemeinden Bayerns statt. In den Monaten April und Mai 1946 folgten dann noch die ersten Wahlen der Bürgermeister, Landräte sowie Kreistage. 2006 wurde das 60-jährige Jubiläum begangen.
Die Gemeinde Tiefenbach ist Mitglied in folgenden Zweckverbänden:
- Gewässerunterhaltungszweckverband Landshut-Kelheim-Dingolfing-Landau
- Regionaler Planungsverband Landshut
- Schulverband Kronwinkl
- Zweckverband Kommunale Verkehrsüberwachung Südostbayern
- Zweckverband Wasserversorgung Isar-Vils

Außerdem nimmt sie teil am Dialogforum Ost-Süd-Umfahrung Landshut.
Die Gemeinde Tiefenbach erbringt 304 verschiedene behördliche Leistungen.

### Gemeinderat
Die Gemeinderatswahlen seit 2008 ergaben folgende Stimmenanteile und Sitzverteilungen:
| Partei/Liste                                  | 2020    | 2020    | 2014   | 2014   | 2008   | 2008   |
| Partei/Liste                                  | %       | Sitze   | %      | Sitze  | %      | Sitze  |
| --------------------------------------------- | ------- | ------- | ------ | ------ | ------ | ------ |
| CSU                                           | 35,57   | 6       | 30,95  | 5      | 22,7   | 4      |
| SPD                                           | 6,50    | 1       | 8,4    | 1      | 12,5   | 2      |
| FDP                                           | 8,14    | 1       | 9,37   | 2      | 9,4    | 1      |
| Unabhängige Liste Tiefanbach (ULTi)           | 25,33   | 4       | –      | –      | –      | –      |
| Wählergemeinschaft in der Gemeinde Tiefenbach | 17,65   | 3       | 19,42  | 3      | 31,0   | 5      |
| Neues Bürgerforum (NBF)                       | 6,80    | 1       | 31,86  | 5      | 24,4   | 4      |
| Wahlbeteiligung                               | 69,05 % | 69,05 % | 71,4 % | 71,4 % | 72,1 % | 72,1 % |

### Bürgermeister
Erste Bürgermeisterin ist Birgit Gatz (ULTi, zuvor NBF). Bei den Kommunalwahlen 2014 folgte sie Johann Beck (Wählergemeinschaft) nach, der selbst zuvor bei den Kommunalwahlen 2008 als Nachfolger von Georg Schmerbeck (Wählergemeinschaft) ins Amt gewählt worden war.
Ehemalige Bürgermeister
| Amtszeit  | Bürgermeister    |
| --------- | ---------------- |
| bis 2008  | Georg Schmerbeck |
| 2008–2014 | Johann Beck      |

### Gemeindepartnerschaften
- Italien: 2001 unterzeichneten die Gemeinden Lusern in der Provinz Trient/Oberitalien und Tiefenbach einen Partnerschaftsvertrag.[15]

## Wirtschaft und Infrastruktur
In Folge einer entsprechenden Bewertung der Wirtschaftskraft der Gemeinde Tiefenbach sind die Schlüsselzuweisungen von 448.316 Euro im Jahr 2019 um 17,4 Prozent auf 370.268 Euro für das Jahr 2020 zurückgegangen.
| Zuweisungen an      | Jahr    | Jahr    | Jahr    | Jahr    | Jahr    | Jahr    |
| Zuweisungen an      | 2015    | 2016    | 2017    | 2018    | 2019    | 2020    |
| ------------------- | ------- | ------- | ------- | ------- | ------- | ------- |
| Gemeinde Tiefenbach | 141.032 | 299.048 | 437.228 | 259.376 | 448.316 | 370.268 |

### Breitbandausbau
Im Rahmen der Richtlinie zur Förderung des Aufbaus von Hochgeschwindigkeitsnetzen im Freistaat Bayern vom 10. Juli 2014 steht den Gemeinden ein Förderbetrag von mindestens 500.000 Euro und maximal 950.000 Euro zur Verfügung; für Tiefenbach beträgt dieser 770.000 Euro.

### Bauen und Wohnen
| Gemeindeteil                | Wohnbauflächen ausgewiesene Baugebiete | unbeplanter Innenbereich | ausgewiesene gewerbliche Bauflächen | Einheimischen- Modell | Ackerland |
| --------------------------- | -------------------------------------- | ------------------------ | ----------------------------------- | --------------------- | --------- |
| Tiefenbach                  | 215 €                                  | 215 €                    | 80 €                                | 165 €                 | 7 €       |
| Ast                         | 180 €                                  | 180 €                    |                                     | 135 €                 | 7 €       |
| Heidenkam                   | 130 €                                  | 130 €                    |                                     |                       | 7 €       |
| Zweikirchen                 | 130 €                                  | 130 €                    |                                     |                       | 7 €       |
| Obergolding                 | 130 € 100 € BP Keilberg                | 130 €                    |                                     |                       | 7 €       |
| Mittergolding/ Untergolding |                                        | 120 €                    |                                     |                       | 7 €       |
| Schloßberg                  | 75 €                                   | 75 €                     |                                     |                       | 7 €       |
| Gütersdorf                  |                                        | 75 €                     |                                     |                       | 7 €       |

### Energie
Im Mai 2017 wurde der dritte Bauabschnitt des Solarparks Binsham begonnen, der bis September fertiggestellt sein soll. Mit einer Leistung von mehr als 22.000 kWp soll er jährlich mehr als 22 Millionen kWh Strom produzieren und damit etwa 25.000 Haushalte versorgen.

## Sehenswürdigkeiten
- Filialkirche St. Ulrich. Die auf einem Hügel weithin sichtbare, zur Pfarrei Ast gehörende Kirche wurde im 15. Jahrhundert vom Kastulus-Stift in Moosburg mitbegründet. Der spätgotische, in der Barockzeit veränderte Bau besitzt im Inneren Altäre aus der zweiten Hälfte des 17. Jahrhunderts, das Blatt des Hochaltars zeigt den Kirchenpatron St. Ulrich. 1989/1990 wurde das Kirchenschiff verlängert und an der Nordseite ein zweiter Eingang geschaffen.

## Bildung
In der Gemeinde sind der katholische Kindergarten St. Georg und die Grund- und Hauptschule Ast.

## Persönlichkeiten
- Josef Breiteneicher (1873–1958), römisch-katholischer Geistlicher
- Toni Beck (1924–2003), Landwirt und Politiker (CSU)